# Martirio de San Bartolomé (Ribera)
El Martirio de San Bartolomé es un cuadro de José de Ribera pintado el 1644. Actualmente se expone en el Museu Nacional d'Art de Catalunya.

## Historia
La pintura ilustra un argumento de martirio y tormento físico. El apóstol Bartolomé, casi desnudo, mira indefenso hacia nosotros, mientras un verdugo embriagado lo desuella con entusiasmo sádico. Por el suelo, una escultura clásica, que se debe identificar con el dios Baldach, y en el fondo, dos sacerdotes con la cabeza cubierta actúan como testigos del suplicio. La pintura sigue el texto de Jacobo de la Vorágine en la «Leyenda áurea», que a su vez sigue la tradición de la historia de la Iglesia en relación con el martirio de San Bartolomé. Es una obra que muestra el excelente arte de «lo Spagnoletto». Antes de ingresar en el MNAC perteneció al ilustrador Alexandre de Riquer.